# Gresslyosaurus
Gresslyosaurus (лат.) — род завроподоморфных динозавров из семейства платеозаврид (Plateosauridae), ископаемые остатки которого были найдены в отложениях позднего триаса (214-204 млн л. н.) на территории современной Европы. Родовое название дано в честь геолога Аманца Гресли.

## Открытие и наименование
Голотип G. ingens (NMB BM 1, 10, 24, 53, 530-1, 1521, 1572-74, 1576-78, 1582, 1584-85, 1591) состоит из посткраниальных остатков, обнаруженных в позднетриасовой (поздний норий — рэт) формации Троссинген (ранее носила название Кнолленмергель) на севере Швейцарии около 1840 года геологом Аманцем Гресли. Бо́льшая часть голотипа была собрана между 1915 и 1942 годами неизвестным коллекционером. G. ingens был назван и описан Людвигом Рютимейером в 1857 году.
Второй вид, G. plieningeri был назван и описан Фридрихом фон Хюне в 1905 году. Наиболее полные остатки  G. plieningeri были собраны в формации Марн-де-Шален во Франции в период с 1982 по 1994 год, а голотип SMNS 80664, кости посткраниального скелета, был собран Pleininger в формации Троссинген в Германии в 1847 году.
Голотип третьего вида, G. robustus (UT (GPIT) B) — фрагменты скелета без черепа — также был найден в формации Троссинген в Германии Фридрихом Августом Квенштедтом в 1879 году. Он был назван и описан фон Хюне в 1905 году.
Голотип четвёртого вида, G. torgeri, (HMN MB III) — фрагменты скелета без черепа — также был найден в формации Троссинген в Германии Отто Йекельем в 1909 или 1910 году, и описан им же в 1911 году.

## Таксономия
Gresslyosaurus первоначально был описан как "Dinosaurus gresslyi" Рютимейером в 1856 году, но это название не является валидным, поскольку оно было приведено в аннотации без описания (nomen nudum). Кроме того, родовое название Dinosaurus на тот момент уже использовалось при описании терапсида, поэтому Рютимейер в работе 1857 года формально описал материал, присвоив ему название новое название Gresslyosaurus ingens.
Лидеккер в работе 1888 года синонимизировал Gresslyosaurus с занклодоном, но фон Хюне в 1908 году исключил из состава последнико материал, принадлежавший зауроподоморфам, приписанный занклодону (который он относил к тероподам).
Ряд авторов (например, Steel 1970) рассматривали Gresslyosaurus как валидный таксон, но Galton в серии работ (1976, 1985, 1986 гг.) синонимизировал его с платеозавром на основе сравнения с образцами последнего из Германии. Moser (2003), однако, отмечал, что Gresslyosaurus в целом отличается от платеозавра; Rauhut и др. и в своем описании завроподоморфа Schleitheimia в 2020 году также рассматривали Gresslyosaurus как отдельный род, отличный от описанного ими животного.

## Галлюцинации Аманца Гресли
В своей книге 1865 года "Die Urwelt der Schweiz" Освальд фон Хеер отмечает, что Аманца Гресли, который в последние годы своей жизни был помещен в психиатрическую лечебницу, стали мучить галлюцинации, в которых он превращался в Gresslyosaurus, названного в его честь.